# Hoya treubiana
Hoya treubiana är en oleanderväxtart som beskrevs av Rudolf Schlechter. Hoya treubiana ingår i släktet Hoya och familjen oleanderväxter. Inga underarter finns listade i Catalogue of Life.